# エルネスト・コルティソス国際空港
エルネスト・コルティソス国際空港（エルネスト・コルティソスこくさいくうこう）は、コロンビアのソレダードにある国際空港。バランキージャの15km南に位置している。
空港の歴史は古く、前身となるソレダード飛行場が設置されたのは1919年である。1959年にボゴタにエルドラド国際空港が開港するまでコロンビア第一の国際空港だった。

## 主な航空会社
- アビアンカ航空
- ビバエア・コロンビア
- イージーフライ
- LATAM コロンビア
- ウィンゴ航空
- コパ航空
- アメリカン航空
- スピリット航空

## 主な就航路線
国内線: ボゴタ、メデジン、カリ、ブカラマンガ、モンテリア、サンアンドレス島
国際線: パナマシティ、マイアミ、フォートローダーデール、アルバ、キュラソー